# Pułk Obrony Terytorialnej miasta stołecznego Warszawy
Pułk Obrony Terytorialnej miasta stołecznego Warszawy im. Jana Kilińskiego – oddział obrony terytorialnej ludowego Wojska Polskiego.
Pułk Obrony Terytorialnej miasta stołecznego Warszawy został sformowany na podstawie zarządzenia Szefa Sztabu Generalnego WP Nr 030/Org. z dnia 10 marca 1966 roku.
Jednostka została zorganizowana, poza normą wojska, w garnizonie Warszawa, według etatu pułku OT kategorii „C”.
Minister Obrony Narodowej rozkazem Nr 4/MON z dnia 7 marca 1969 roku nadał pułkowi imię Jana Kilińskiego.
Na podstawie zarządzenia szefa Sztabu Generalnego WP Nr 03/Org. z dnia 24 stycznia 1980 roku pułk został rozformowany, a na jego bazie utworzona Warszawska Brygada Obrony Terytorialnej (JW 2233).